# Zbór Kościoła Zielonoświątkowego w Lesznie

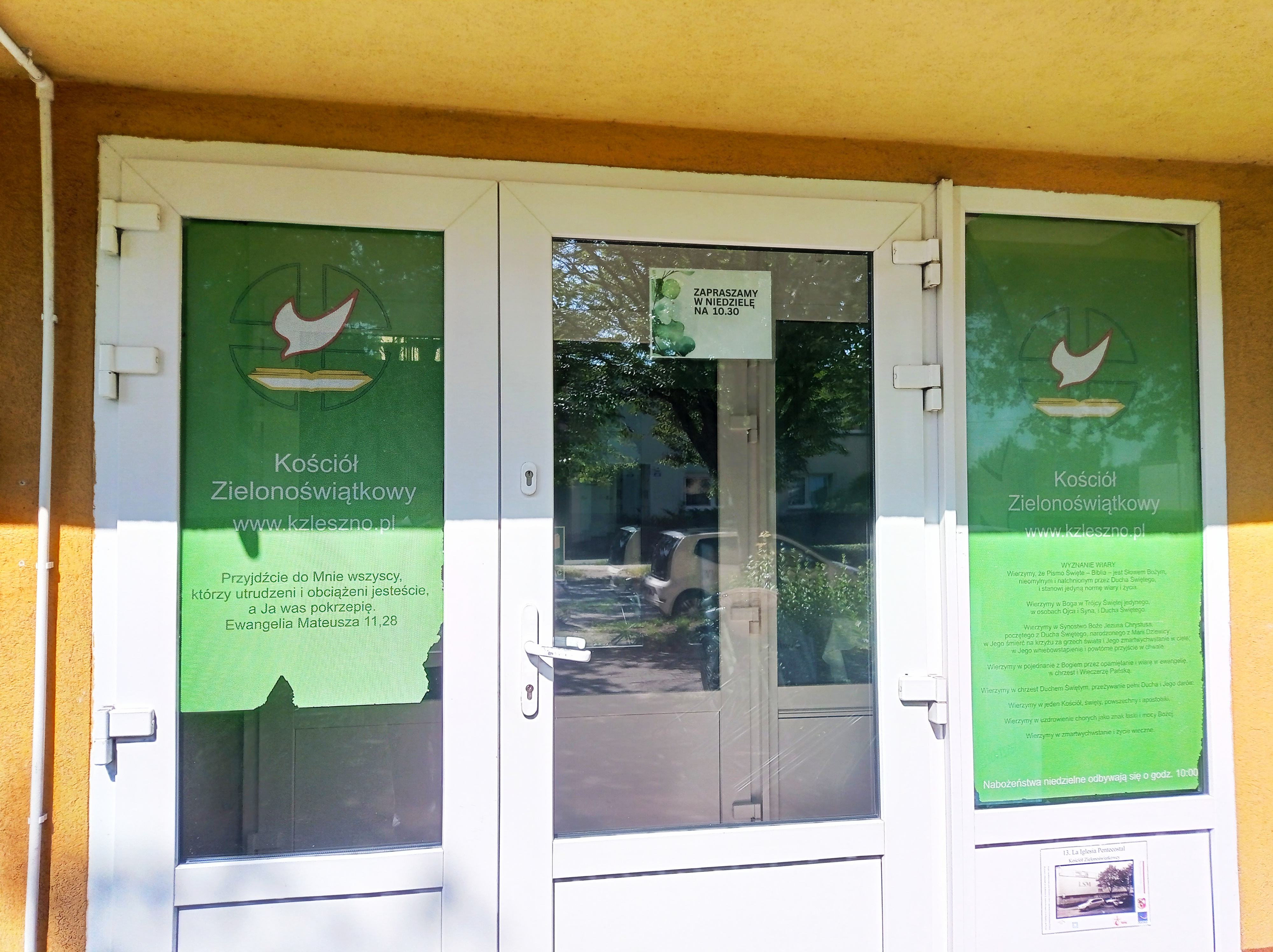
Zbór Kościoła Zielonoświątkowego w Lesznie

Zbór Kościoła Zielonoświątkowego w Lesznie – zbór Kościoła Zielonoświątkowego w RP znajdujący się w Lesznie, powstały w roku 1990. Początkowo mieścił się przy ulicy Lipowej, a obecnie usytuowany jest przy ulicy Grunwaldzkiej 121.
Od 18 października do 1 listopada 2011 pastor Kamil Hałambiec gościł w Kenii, gdzie usługiwał w zielonoświątkowych zborach oraz wziął udział w konferencji dla pastorów i liderów oraz zajmuje się prowadzeniem szkoły biblijnej, a także organizacją konferencji i spotkań o charakterze religijnym. Zajmuje się prowadzeniem katechezy dla uczniów pochodzących z rodzin zielonoświątkowców.
Nabożeństwa odbywają się w niedzielę o godzinie 10:00.
W lipcu 2015 roku zbór gościł wykładowcę Uniwersytetu Yale. Od roku 2022 pastorem jest Krzysztof Kołek.